# Botes d'aigua

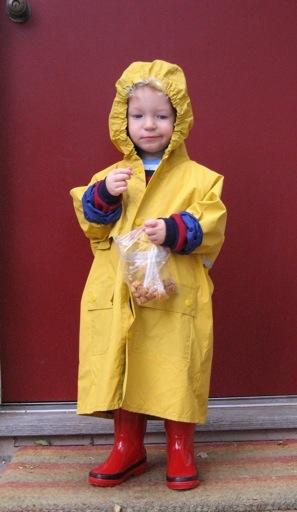
Nen amb un impermeable i botes d'aigua

Unes botes d'aigua o botes de goma són una mena de botes fetes de plàstic i que no tenen cordons ni cap obertura lateral. S'utilitzen per a jardineria o tasques que puguin comportar caminar sobre fang, en tasques a la mar, o en rius i llacs, o per a sortir al carrer en dies de pluja. Periòdicament, als 70 del segle xx, al segle xxi, etc. es posen de moda per a passeig a la ciutat. El seu ús continuat durant llargues hores no és el més desitjable, ja que els peus no estan prou airejats i la mateixa transpiració els sotmet a humitat continuada.
Un altre calçat que pot ser de plàstic o goma són les xancles o xancletes.